# Kurt Scheuch

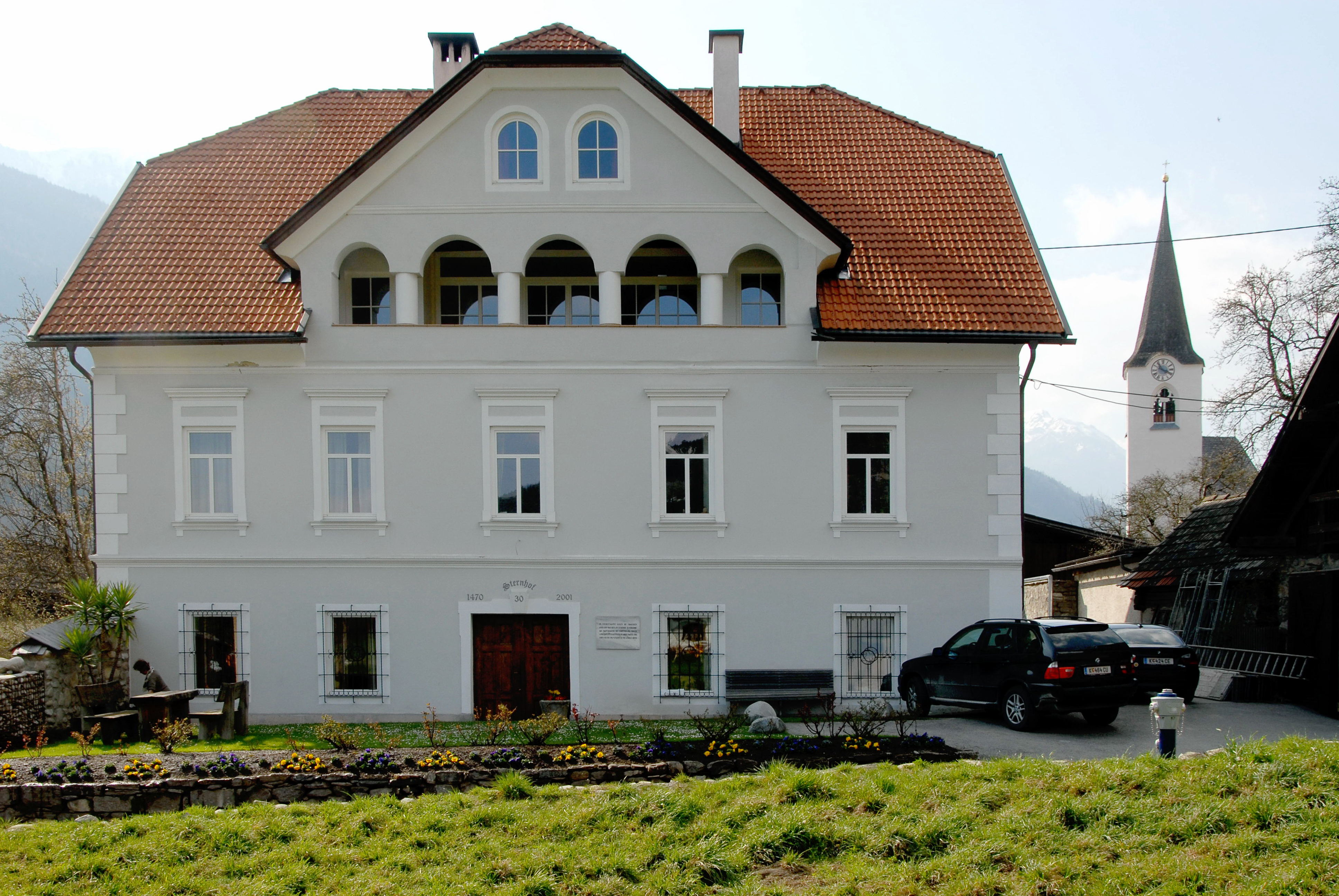
Sternhof (2007), der Heimathof von Kurt, Uwe und Robert Scheuch

Kurt Scheuch (* 1. Dezember 1967 in Villach) ist ein österreichischer Land- und Forstwirt sowie Politiker (FPÖ Kärnten, zuvor BZÖ). Scheuch war von 2005 bis 2012 Klubobmann der FPK-Fraktion im Kärntner Landtag und von August 2012 bis März 2013 Obmann der FPK und Landeshauptmann-Stellvertreter in der Landesregierung Dörfler II. Den Parteivorsitz legte er am 4. März 2013 zurück.

## Ausbildung und Beruf
Nach dem Besuch der Volksschule von 1974 bis 1978 besuchte Scheuch bis 1981 das Realgymnasium, worauf er an die Hauptschule wechselte. Ab 1983 besuchte er die Handelsakademie, verließ diese jedoch 1984 und besuchte die Höhere Bundeslehranstalt für alpenländische Landwirtschaft in Ursprung (Gemeinde Elixhausen), die er 1990 mit der Matura abschloss. Danach leistete Scheuch von 1990 bis 1991 den Präsenzdienst ab.
Scheuch war zwischen 1990 und 1998 als Land- und Forstwirt tätig und zwischen 1998 und 2002 Landesgeschäftsführer der FPÖ Kärnten.

## Politik
Scheuch ist seit 1997 Gemeinderat in Mühldorf und war zwischen 1996 und 2000 Kammerrat der Kammer für Land- und Forstwirtschaft in Kärnten. Er vertrat die FPÖ und das Land Kärnten zwischen dem 8. April 1999 und dem 29. Oktober 2000 im Bundesrat und war danach von 30. Oktober 2000 bis 19. Dezember 2002 Abgeordneter zum Nationalrat. Seit 3. April 2003 ist er Abgeordneter zum Kärntner Landtag und amtierte vom 31. März 2004 bis zum 21. Februar 2005 als dessen Dritter Präsident. Seit dem 21. Februar 2005 fungierte er als Klubobmann der „Freiheitlichen in Kärnten“ im Kärntner Landtag.
Am 1. August 2012 übernahm Scheuch die Funktion des FPK-Obmanns und wurde am 7. August 2012 zum Landeshauptmann-Stellvertreter gewählt. Er übernahm diese Funktionen von seinem am 1. August 2012 zurückgetretenen Bruder Uwe Scheuch. Aufgrund des schlechten Abschneidens bei den Landtagswahlen 2013 gab er am 4. März 2013 bekannt als Parteiobmann zurückzutreten. Der verbleibende FPK-Landesregierungssitz in der zukünftigen Landesregierung wurde an Christian Ragger vergeben.

## Familie
Scheuch wohnt in Mühldorf und ist verheiratet. Er ist Vater zweier Söhne und einer Tochter sowie der Bruder von Uwe Scheuch. Sein Großvater war Robert Scheuch.

## Verfahren wegen Beleidigung
Am 1. August 2012 gab die Staatsanwaltschaft Graz bekannt, dass gegen Kurt Scheuch ein Strafantrag wegen Beleidigung eingebracht wurde. Scheuch wird vorgeworfen, den Richter im erstinstanzlichen Verfahren zur Part-of-the-Game-Affäre als „Kröte“ bezeichnet zu haben. Bei seiner Einvernahme am 7. März 2012 vor der Staatsanwaltschaft Graz hatte Kurt Scheuch die Aussage verweigert. Der Prozess fand am 18. Jänner 2013 am Bezirksgericht Leoben statt, da sich zuvor sämtliche Bezirksrichter in Kärnten für befangen erklärt hatten. Im Prozess selber bekannte sich Scheuch für schuldig. Er rechtfertigte seine Aussage damit, dass das Urteil seiner Ansicht nach von den Freimaurern beschlossen worden sei. Im Rahmen einer Diversion wurde er zu einer schriftlichen Entschuldigung sowie Zahlung einer Geldstrafe in Höhe von 6.600 Euro verpflichtet. Seine Entschuldigung an den Richter lautete: „Ihnen ist bekannt, dass ich Sie ehemals aus meiner Entrüstung über die Abläufe aus dem Verfahren meines Bruders heraus als Kröte bzw. wild gewordener Rambo Richter in einer emotionalen Situation bezeichnet habe. Mit dem Ausdruck des Bedauerns nehme ich hiermit meine Wortwahl zurück. Mir wurde mittlerweile klar, dass die Wortwahl nicht korrekt war.“

## Verfahren wegen NS-Wiederbetätigung
Im November 2020 wurde aufgrund einer Anzeige, ausgehend von der Grünen-Generalsekretärin Olga Voglauer, ein Ermittlungsverfahren gegen Scheuch eingeleitet. Dabei ging es um den Verdacht der Wiederbetätigung, da Scheuch auf einem Gartentor seines Grundstücks 3 germanische Runen eingefräst hatte. Als die Staatsanwaltschaft Klagenfurt das Verfahren nach Abschluss ihrer Ermittlungen einstellen wollte, wurde dies von der Oberstaatsanwaltschaft Graz, welche wiederum auf Weisungen der grünen Justizministerin Alma Zadic handelte, nicht gestattet. Sie ordnete weitere Ermittlungen an und beorderte den Politikwissenschaftler Florian Wenninger als Gutachter. Aufgrund seiner Gutachten kam es dann zu einer Anklage wegen Wiederbetätigung.
Öffentliche Bekanntheit erhielt die Anklage zwei Tage vor der Kärntner Landtagswahl 2023, als in allen österreichischen Medien darüber berichtet wurde und in der Voglauer als Spitzenkandidatin der Grünen kandidierte. Zur Hauptverhandlung kam es dann im Mai 2023, wobei die Anklage um weitere Symbole ergänzt wurde. Diese befinden sich nur wenige Meter hinter dem Tor auf einem Turm und bilden dieselben Runen ab.
Das Geschworenengericht sprach Scheuch in allen Anklagepunkten frei, wobei der Freispruch bezüglich des Turmes einstimmig erfolgte. 